# Swetlana Iwanowna Awakowa

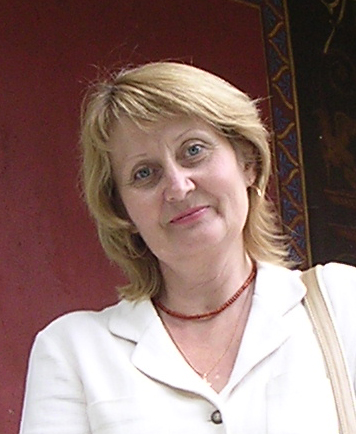
Swetlana Iwanowna Awakowa

Swetlana Iwanowna Awakowa (russisch Светлана Ивановна Авакова; * 4. Februar 1953 in Murmansk) ist eine sowjetisch-russische Bildhauerin.

## Leben
Nach der Ausbildung an der Leningrader Serow-Kunstschule (seit 1992 St. Petersburger Roerich-Kunstschule) mit Abschluss 1973 studierte Awakowa an der Leningrader Muchina-Hochschule für Kunst und Industrie (entstanden aus der Zentral-Schule für Technisches Zeichnen des Barons Alexander von Stieglitz) in der Abteilung für Monumentalskulptur mit Abschluss 1980.
Awakowa ist Mitglied der Union der Designer Russlands und der Kreativunion der Künstler Russlands. Sie ist Dozentin am Lehrstuhl für Design der Staatlichen Technologischen Universität Pjatigorsk.

## Werke
- Büste Lew Nikolajewitsch Tolstois in Pjatigorsk
- Hautrelief des Ehrenbürgers Stanislaw Sergejewitsch Goworuchin im Goworuchin-Park Schelesnowodsk (2018)[3]
- Einlauf-Denkmal in Inosemzewo vor der Maschuk-Therme des Sanatoriums AKWA[4]
- Ehrentafel mit Porträt Jefim Pawlowitsch Slawskis am Sanatorium Schemtschuschina Kawkasa in Jessentuki
- Relief an der Sergius-Kirche in Lermontow
- Denkmal Der Dicke und der Dünne (nach Tschechows Kurzgeschichte zusammen mit Dawid Rubenowitsch Begalow, 2010) in Taganrog[1]
- Denkmal des Bergarbeiters und Stadtgründers in Lermontow